# Ådalens poesi (film, 1947)
Ådalens poesi är en svensk dramafilm från 1947 i regi av Ivar Johansson.

## Handling
Det råder rivalitet mellan Norrbyn och Sörbyn i Ådalen på ömse sidor av Ångermanälven. Olles far blev svårt misshandlad av några bönder på sörsidan, däribland Zackris Månsson. Men nu har Olle förälskat sig i Månssons dotter Imbär och de två tycker att de får vara slut på fiendskapen.

## Om filmen
Filmen premiärvisades 26 december 1947 på några biografer i landet. Till Stockholm kom filmen först 20 februari 1948. Regissören Ivar Johansson är för eftervärlden främst ihågkommen som manusförfattare och regissör till denna sorts bonderomantiska dramafilmer som blev populära efter kriget och gjordes fram till mitten av 1950-talet, till exempel: Livet i finnskogarna, Driver dagg faller regn och På dessa skuldror. Filmkritikerna brukade avfärda dessa med ord som "Lösskägg" och "Skansenbönder" medan de ofta var populära hos publiken.

## Rollista
- Adolf Jahr - Zackris Månsson
- Wilma Malmlöf - Zackris Månssons hustru
- Nine-Christine Jönsson - Imbär, deras dotter
- Sten Lindgren - Kerstorpsbonden
- Naima Wifstrand - Kersti, hans hustru
- Kenne Fant - Olle
- Eric Sundquist - Pelle Molin
- Per Axel Arosenius - Lindskog
- Alf Östlund - Färjkarl
- Birger Åsander - Jonas Bodell, ringare
- Torgny Anderberg - Per-Matts
- Georg Skarstedt - Manfred
- Gösta Qvist - Roddare
- Verner Oakland - Roddare

## Musik i filmen
- Frösöblomster. D. 1. Hälsning,  kompositör Wilhelm Peterson-Berger, instrumental.
- Frösöblomster. D. 2. Vid Larsmäss,  kompositör Wilhelm Peterson-Berger, instrumental.
- Klockringning,  kompositör Wilhelm Peterson-Berger, instrumental.
- Frösöblomster. D. 2. Jämtland,  kompositör Wilhelm Peterson-Berger, instrumental.